# Sisyropa argyrata
Sisyropa argyrata là một loài ruồi trong họ Tachinidae.